# Nesawissimaja gaseta
Die Nesawissimaja gaseta (russisch Независимая газета, IPA: [nʲɪzɐˈvʲisʲɪməjə ɡɐˈzʲetə]; zu Deutsch: Unabhängige Zeitung) ist eine in Moskau erscheinende Tageszeitung.

## Daten
Die Nesawissimaja gaseta erscheint im Format A2 mit 24 Seiten ganz in Farbe, sie hat eine Auflage von 35.000 bis 53.000 Exemplaren. Freitags erscheint, als eigene Sonderausgabe, die Militärthemen gewidmete Unabhängige Militärrevue (Nesawissimoje wojennoje obosrenije, russisch: Независимое военное обозрение).

## Eigentümer
Bis zum Jahr 2005 gehörte die Nesawissimaja gaseta Boris Beresowski, dann wurde sie von dem ehemaligen Regierungs-Berater Konstantin Remtschukow (russisch: Константин Ремчуков) gekauft, der heute auch Chefredakteur und Herausgeber der Zeitung ist. Offizieller Eigentümer ist allerdings seine Ehefrau Jelena Remtschukowa, da es einem Staatsbeamten per Gesetz verboten ist, Privatgeschäften nachzugehen. Remtschukow zahlte für die Zeitung nach Schätzungen von Experten zwischen 1,5 und 5 Millionen US-Dollar. Remtschukow dementierte Mutmaßungen, dass er das Blatt als Strohmann für einen Dritten gekauft hatte. In diesem Zusammenhang war als möglicher tatsächlicher Käufer der russische Aluminium-Milliardär Oleg Deripaska genannt worden.